# G10 (アルバム)
『G10』（ジーテン）は、ゴスペラーズのベストアルバム。2004年11月17日にKi/oon Recordsから発売された。
付属ブックレットなどには『THE GOSPELLERS 10TH ANNIVERSARY BEST ALBUM』とも書かれている。

## 概要
ファンからの投票で上位に入った25曲に、「ミモザ」を加えた全26曲入りベストアルバム。収録の際に、全曲リマスタリングをしている。また、初収録時とはアレンジが違う曲もある。単独で最も票を多く獲得したのは「東京スヰート」であり、バージョン違いを含めて最多票を獲得したのは「永遠に」であった。第19回日本ゴールドディスク大賞（ロック&ポップ・アルバム・オブ・ザ・イヤー）を受賞。初回盤ブックレット付。

## 収録曲

### DISC-1
1. Promise -a cappella- [4:49]
  - 作詞：近藤聖子 / 作曲・編曲：鈴木三博

1stシングル。アルバム『Love Notes』に収録されているバージョン。
2. 侍ゴスペラーズ [3:39]
  - 作詞・作曲：村上てつや / 編曲：村上てつや、DJバリ"K"〜ん

2ndアルバム『二枚目』収録曲。
3. Atlas [5:22]
  - 作詞：山田ひろし / 作曲：酒井雄二、田辺恵二 / 編曲：田辺恵二

2ndアルバム『二枚目』収録曲。
4. 終わらない世界 [3:54]
  - 作詩：安岡優 / 作曲・編曲：村上てつや

8thシングル
5. 愛の歌 [5:11]
  - 作詩：安岡優 / 作曲：黒沢カオル / 編曲：金子隆博

10thシングル「BOO 〜おなかが空くほど笑ってみたい〜」のカップリング曲。オリジナルとは違い、イントロが長い。
6. 靴は履いたまま [4:55]
  - 作詩：安岡優 / 作曲・編曲：田辺恵二

4thアルバム『Vol.4』収録曲。
7. あたらしい世界 [4:50]
  - 作詞：康珍化 / 作曲：北山陽一 / 編曲：藤井丈司

11thシングル。
8. 熱帯夜 [4:08]
  - 作詩：安岡優 / 作曲：黒沢カオル、北山陽一、妹尾武 / 編曲：田辺恵二

12thシングル。全体的にオリジナルとはアレンジが変わり、メンバーは「カッコよくなったね」と言う。
9. シークレット [4:48]
  - 作詩：安岡優 / 作曲：村上てつや / 編曲：田辺恵二

13thシングル「パスワード」のカップリング曲。レギュラーラジオ「feel'n soul」で、コーナーのジングルで使われていた。
10. 永遠に [5:36]
  - 作詩：安岡優 / 作曲：妹尾武 / 編曲：Bryan-Michael Cox

14thシングル
11. 月光 [3:59]
  - 作詩：安岡優 / 作曲：北山陽一、田邉香菜子

6thアルバム『Soul Serenade』収録曲。
12. One more day [4:51]
  - 作詞・作曲：黒沢薫 / 編曲：北山陽一、黒沢薫

6thアルバム『Soul Serenade』収録曲。
13. 告白 [4:56]
  - 作詞：村上てつや、山田ひろし / 作曲：村上てつや / 編曲：K-Muto（SOYSOUL）

15thシングル

### DISC-2
1. ひとり [3:36]
  - 作詞・作曲：村上てつや / 編曲：村上てつや、北山陽一

16thシングル
2. 東京スヰート [5:30]
  - 作詞・作曲：村上てつや / 編曲：村上てつや、宮田繁男

16thシングル「ひとり」のカップリング曲。最も票を集めた曲。ライブではいつまでも終わらない曲になるときがあったとメンバーは語った。
3. 約束の季節 [5:16]
  - 作詩：安岡優 / 作曲：北山陽一、橘哲夫 / 編曲：K-Muto（SOYSOUL）

17thシングル
4. 誓い [5:33]
  - 作詩：安岡優 / 作曲：黒沢薫 / 編曲：K-Muto（SOYSOUL）

18thシングル
5. 砂時計 [4:05]
  - 作詩：安岡優 / 作曲：安岡優、北山陽一 / 編曲：北山陽一

18thシングル「誓い」のカップリング曲。シングル版でのノイズがここで修正されている。
6. Get me on [3:50]
  - 作詞: 山田ひろし / 作曲：酒井雄二 / 編曲: K-Muto（SOYSOUL）

19thシングル
7. 星屑の街 [4:43]
  - 作詩・作曲：北山陽一、安岡優 / 編曲：北山陽一

21stシングル
8. いろは [3:12]
  - 作詞・作曲・編曲：酒井雄二

8thアルバム『アカペラ』収録曲。
9. Full of Love [5:31]
  - 作詩：安岡優 / 作曲：黒沢薫、村上てつや、松本圭司 / 編曲: K-Muto（SOYSOUL）

22ndシングル「Right on, Babe」のカップリング曲。
10. 新大阪 [4:25]
  - 作詞・作曲：村上てつや / 編曲：村上てつや、妹尾武

23rdシングル
11. 街角 -on the corner- [5:12]
  - 作詞：相田毅 / 作曲：岩田雅之 / 編曲：野崎良太（Jazztronik）

24thシングル
12. コーリング [5:08]
  - 作詞：村上てつや / 作曲：村上てつや、妹尾武 / 編曲・指揮：清水信之

9thアルバム『Dressed up to the Nines』収録曲。
13. ミモザ [4:53]
  - 作詩：安岡優 / 作曲：黒沢薫、佐々木真里 / 編曲：清水信之

アルバムが発売される1ヶ月前に出た25thシングル。この曲のみ、ランキングとは関係なく収録された。

## 投票ランキング
発売前に収録曲を公式HPや店頭のはがきで募集し、後日ランキングのTop50が公式HPにて発表された。ランキング27位までが収録。ただし、13位の「永遠に -unplugged live version-」と24位の「Promise」は別バージョンが上位に入っている為未収録になり2曲が繰り上がる形となった。ランキングは以下のとおり。
1. 東京スヰート
2. あたらしい世界
3. 星屑の街
4. 街角 -on the corner-
5. 永遠に
6. 約束の季節
7. 終わらない世界
8. 侍ゴスペラーズ
9. 告白
10. ひとり
11. Promise -a cappella-
12. 熱帯夜
13. 永遠に -unplugged live version-
14. 誓い
15. 愛の歌
16. 靴は履いたまま
17. シークレット
18. Atlas
19. 新大阪
20. One more day
21. コーリング
22. 砂時計
23. いろは
24. Promise
25. Full of Love
26. Get me on
27. 月光
28. シアトリカル
29. 裸身
30. 夏風
31. Beginning
32. 北極星
33. 讃歌（Live）
34. 冬物語
35. ポーカーフェイス featuring Rhymester
36. LOVE MACHINE
37. パスワード
38. Right on,Babe
39. カレンダー
40. アンジュナ
41. AIR MAIL
42. こういう曲調好き
43. CENTURY
44. ウルフ
45. Vol.
46. 真夜中のコーラス
47. Higher
48. エンドロール
49. 潮騒
50. 残照